# Hitoyoshi
Hitoyoshi (Japans: 人吉市, Hitoyoshi-shi) is een Japanse stad in de prefectuur Kumamoto. In 2014 telde de stad 34.006 inwoners.

## Geschiedenis
Sinds 1908 rijdt er een trein op station Hitoyoshi. Over het station lopen twee lijnen, te weten de Hisatsu lijn en Yunomae lijn. 
Op 11 februari 1942 kreeg Hitoyoshi het statuut van stad (shi). Dit gebeurde na het samenvoegen van de toenmalige gemeente Hitoyoshi en 3 dorpen.
Vanuit station Hitoyoshi rijdt er een speciale, toeristische, kindertrein met een stoomlocomotief. De stoomlocomotief is de oudste die nog rijdt in Japan.
Steden:
Amakusa · Arao · Aso · Hitoyoshi · Kami-Amakusa · Kikuchi · Koshi · Kumamoto (hoofdstad) · Minamata · Tamana · Uki · Uto · Yamaga · Yatsushiro

Districten:
Amakusa · Ashikita · Aso · Kamimashiki · Kikuchi · Kuma · Shimomashiki · Tamana · Yatsushiro
Gemeenten per district